# اردن (روستای بلغارستان)
اردن (به بلغاری: Erden) روستایی در بلغارستان است که در شهرستان بویچینوفتسی واقع شده‌است.